# Alexander Ukrow
Alexander Ukrow (* 7. Dezember 1970 in Ost-Berlin) ist ein ehemaliger deutscher Fußballspieler und heutiger -trainer.

## Sportliche Laufbahn

### Club- und Vereinsstationen
Der aus Ost-Berlin stammende Ukrow erlernte das Fußballspielen beim FC Vorwärts Frankfurt/Oder. Sein Vater Peter Ukrow, einst Oberligaspieler beim FC Vorwärts Berlin und ab 1972 im Nachwuchs des nach Frankfurt/Oder umgezogenen Fußballclubs der Armeesportvereinigung Vorwärts als Trainer tätig, stand ihm als Ratgeber stets zur Seite. Schon früh zeigte sich das Können des Sohnes, der beispielsweise bei der DFV-Spartakiade im Oktober 1984 zum Talentekreis I, also den besten DDR-Akteuren in der Altersklasse 13/14, gehörte.
Bereits als Juniorenspieler schnupperte er in der Zweitvertretung des FC Vorwärts im Spieljahr 1987/88 in einer Partie Zweitligaluft. Nach dem Abstieg der 1. Mannschaft aus der Oberliga in derselben Saison zählte das Talent zum erweiterten Stamm beim Neuaufbau der Vorwärts-Elf in den Ligaspieljahren 1988/89 und 1989/90. In der Wendesaison war er mit drei Toren in 16 Partien am Aufstieg der Armeemannschaft für die finale eigenständige Saison des ostdeutschen Erstligafußballs beteiligt. In dieser Spielzeit, in der der FC Vorwärts in den zivilen FC Victoria '91 Frankfurt/Oder überführt wurde und als Neuling nur den letzten Tabellenplatz belegte, bestritt der ehemalige Juniorennationalspieler 18 der 26 Punktspiele.
Nach der Wiedervereinigung und der Zusammenführung von ost- und westdeutschem Fußball ging der Abwehrspieler im Sommer 1991 von Frankfurt/Oder nach Niedersachsen und schloss sich Kickers Emden an. Dort spielt er drittklassig – zunächst in der Amateur-Oberliga und dann in der Regionalliga. Nach seinem 1996 erfolgten Wechsel zum SV Meppen kickte er in der 2. Bundesliga. Zwischen 1998 und 2000 stand er beim SV Wilhelmshaven unter Vertrag. Seine letzte Profistation war der VfL Osnabrück, für den er von 2000 bis 2004 spielte und Kapitän der VfL-Aufstiegsmannschaft 2002/03 war. Nach der Osnabrücker Abstiegssaison 2003/04, in der er nicht mehr zum Einsatz gekommen war, musste Ukrow seine Laufbahn als aktiver Fußballer verletzungsbedingt beenden.

### Auswahleinsätze
Ukrow durchlief aufgrund seiner Leistungen im Fußballclub der Armeesportvereinigung Vorwärts außerdem die Nachwuchsnationalteams des DFV zwischen der U-15- und der U-18-Auswahl.
Im Frühjahr 1987 weilte er mit der DDR-Jugendnationalelf bei der U-16-EM in Frankreich. Die vom Ex-Nationalspieler Eberhard Vogel trainierte ostdeutsche Auswahl um Ukrow und die späteren Bundesligaprofis Lars Hermel, Sven Kmetsch und Jürgen Rische schied nach zwei 4. Plätzen in den Vorjahren sieglos in der Vorrunde aus.
Im Vorfeld der Junioren-WM 1989 wurde er auch in einem Testspiel der ostdeutschen U-20 im Herbst eingesetzt, aber wurde nicht für den Turnierkader Anfang 1989 von den Trainern nominiert.

## Trainerlaufbahn
Von 2010 bis 2011 war Alexander Ukrow Trainer der U 17-Mannschaft des VfL Osnabrück, zur Saison 2011/12 stieg er zum Co-Trainer der ersten Mannschaft auf. Diese Aufgabe übte er sowohl unter Uwe Fuchs (31. Mai 2011 – 8. Dezember 2011) als auch unter Claus-Dieter Wollitz (1. Januar 2012 – 11. Mai 2013) aus. Nach dessen Rücktritt wurde er vorläufig zum Interimscoach der Niedersachsen bestimmt und trat in der Relegation 2012/13 gegen Dynamo Dresden aus der 2. Liga an. Dort scheiterte er jedoch, da das Hinspiel zwar mit 1:0 gewonnen wurde, man sich aber im Rückspiel nach einer 0:2-Niederlage geschlagen geben musste. Seit 1. Juli 2014 ist er Leiter des Nachwuchsleistungszentrums des VfL Osnabrück. In der Saison 2014/15 betreute Alexander Ukrow die in der Oberliga Niedersachsen spielende U 21-Mannschaft des VfL Osnabrück. In der Saison 2015/16 war er erneut Co-Trainer der ersten Mannschaft des VfL unter Joe Enochs. Von 2016 bis 2017 nahm Ukrow am Fußballlehrerlehrgang der Hennes-Weisweiler-Akademie teil.

## Privates
Ukrow hat eine Ausbildung zum Bankkaufmann, ein Studium zum Sportmanager und ein Lehramtsstudium abgeschlossen.